# Robert Forget
Robert Forget est un producteur de cinéma québécois. Il a surtout travaillé au sein de l'Office national du film du Canada. Il est le fondateur du centre d'artistes autogéré Vidéographe.

## Biographie
Né en 1938, Robert Forget étudie en biologie et en physiologie. Il réalise un film d'animation éducatif et rencontre Norman McLaren en 1961. Il est engagé à l'ONF en 1965 dans la section des films éducatifs. À la suite du départ de Pierre Juneau, il devient producteur.  Il fait partie du Groupe de recherches sociales de l'ONF, qui promeut et pratique un cinéma social participatif, aux côtés de Fernand Dansereau, Michel Régnier, Maurice Bulbulian, et Hortense Roy.  
Dès la fin des années 1960, il s'intéresse à la vidéo portative. En 1971, il fonde Vidéographe, un centre destiné à la production vidéo toujours en existence, et dont il est le premier directeur.  

De retour à l'ONF, il est directeur du studio français d'animation de 1978 à 1989. Il y promeut l'animation par ordinateur. De 1989 à 1993, il est directeur du programme français de l'ONF. Il défend la création de postes de cinéastes permanents. Il explique : 
«Au Québec, l’idée circule que la création et les employés permanents ne vont pas de pair. Pourtant, c’est l’industrie privée qui a inventé cette structure. Chez Disney, il y a plus de 300 employés continus (sic) pour une centaine de pigistes. Pourquoi? Parce qu’on veut un style Disney. Ce qu’il faut à l’ONF, c’est qu’on y ajoute annuellement le budget d’un long métrage américain et, avec ça, créer la troisième génération de cinéastes de l’ONF. » 
Forget est aussi le concepteur de la CinéRobothèque, un lieu qui permet de visionner sur place, individuellement ou en petit groupe, les productions de l'ONF situé sur la rue Saint-Denis à Montréal. Le système de visionnement, automatisé et opéré par un bras robotique, s’inspire de celui de la Vidéothèque de Paris. Les installations comprennent aussi une petite salle de cinéma et un service de location de cassettes et de DVD des films de l'ONF. Ouverte en 1992, la CinéRobothèque ferme ses portes en 2012 à la suite de compressions budgétaires. En 2013, l'Université du Québec à Montréal s'installe dans le bâtiment. Des travaux majeurs ont lieu en 2019-2020. En 1993, Forget devient directeur des Services techniques de l’ONF, poste qu’il occupe jusqu’à son départ à la retraite en 1998.
Au cours de sa carrière, Robert Forget a produit plus de 75 films, surtout des documentaires à sujet social et des films d'animation. 

## Distinctions
Robert Forget est lauréat du prix Pionnier des médias numériques au Canada du Réseau de centres d’excellence canadien en médias numériques GRAND en 2012 pour : « ses nombreuses réalisations et contributions à l’avancement des connaissances.» En 2021, Vidéographe annonce la création en son honneur du prix Robert-Forget pour l'excellence dans le domaine de l'image en mouvement.

## Filmographie

### Producteur
- 1967 : La Colombie-Britannique et l'habitation de Marcel Carrière
- 1968 : La P’tite Bourgogne de Maurice Bulbulian
- 1968 : La classe des finissantes de Fernand Dansereau
- 1968 : À propos d'un colloque de Fernand Dansereau
- 1968 : Capitale sur l'Outaouais de Pierre Lemelin
- 1968 : Avec tambours et trompettes de Marcel Carrière
- 1968 : Le comité des chômeurs de Fernand Dansereau
- 1968 : Confrontation de Fernand Dansereau
- 1968 : Dans une nouvelle usine de Fernand Dansereau
- 1969 : Wow de Claude Jutra
- 1975 : Denyse Benoît, comédienne de Luce Guilbeault
- 1981 : Zea de André Leduc et Jean-Jacques Leduc
- 1982 : Une âme à voile de Pierre Veilleux
- 1982 : Souvenirs de guerre de Pierre Hébert
- 1984 : Champignons de Pierre Veilleux
- 1984 : Rectangle et rectangles de René Jodoin
- 1984 : Bioscope de Pierre Moretti
- 1984 : Amuse-gueule de Robert Awad
- 1985 : Chants et danses du monde inanimé - Le métro de Pierre Hébert
- 1986 : Si seulement... de Marc Aubry
- 1987 : Adieu bipède de Pierre Hébert
- 1988 : L'atelier de Suzanne Gervais
- 1988 : À force de bras de Jean-Thomas Bédard
- 1989 : La boîte de Co Hoedeman
- 1989 : L'anniversaire de Marc Aubry et Michel Hébert
- 1990 : Entre deux sœurs de Caroline Leaf
- 1990 : Les miroirs du temps de Jean-Jacques Leduc

### Participant
- 1972 : Entrevue de Robert Forget[10]
- 1972 : Entrée en scène[11]
- 1973 : Une équipe qui vous veut du bien de Claude Forget[12]
- 2014 : Une histoire du cinéma : Robert Forget de Denys Desjardins[13]